# Inkluzija za osobe s invalidnošću
Inkluzija je proces uključivanje osoba s različitim oblikom invalidnosti u što aktivnije i ravnopravnije sudjelovanje u društvu, primjerice osoba s intelektualnim poteškoćama. Jedan od oblika je i stanovanje uz podršku, kojim se osobama s poteškoćama uz stručnu pomoć pomaže da žive što samostalnije u društvu, a ne da čitav život provedu "izolirani" u nekoj ustanovi.

## Vanjske poveznice
- Udruga za promicanje inkluzija
- Zaživjelo samostalno stanovanje uz stručnu podršku
- Stanovanje uz podršku kao alternativa domovima[neaktivna poveznica]